# Gorton
Gorton – dzielnica w Manchesterze w Anglii, w hrabstwie Wielki Manchester, w dystrykcie metropolitalnym Manchester. W 2011 dzielnica liczyła 36 055 mieszkańców. Gorton było Goreton w 1450.